# Битва за Дніпро (срібна монета)
«Би́тва за Дніпро́» — срібна ювілейна монета номіналом 50 гривень, випущена Національним банком України. Присвячена наступальним операціям Червоної Армії, здійсненим із серпня до грудня 1943 року. Вони стали завершенням корінного перелому в ході Німецько-радянської війни, — битви за Дніпро, під час якої 6 листопада 1943 року було визволено столицю України — місто Київ. Ця битва стала кульмінацією визволення України, значною мірою вплинула на подальший хід воєнних дій і сприяла розгрому нацистських загарбників.
Монету введено в обіг 30 жовтня 2013 року. Вона належить до серії «Друга світова війна».

## Опис монети та характеристики
| Номінал грн. | Метал            | Маса, г | Діаметр, мм | Якість виготовлення       | Гурт                           | Тираж, штук |
| ------------ | ---------------- | ------- | ----------- | ------------------------- | ------------------------------ | ----------- |
| 50           | срібло 999 проби | 500     | 85          | спеціальний анциркулейтед | гладкий із заглибленим написом | 1 000       |

### Аверс
На аверсі монети розміщено: угорі малий Державний Герб України та напис півколом «НАЦІОНАЛЬНИЙ БАНК УКРАЇНИ»; у центрі — композицію, що символізує перемогу: цифри «1943» (позолочені), над якими — зображення салюту, унизу — лаврова гілка зі стрічкою з ордена Слави та зіркою, праворуч над зіркою — рік карбування монети «2013»; унизу напис півколом — «П'ЯТДЕСЯТ ГРИВЕНЬ». Елемент оздоблення — локальна позолота, вміст золота в чистоті — не менше ніж 0,003 г.

### Реверс
На реверсі монети розміщено стилізовану динамічну композицію із зображенням наступальної операції за участю різних родів військ — танкових, піхоти, артилерії, авіації, Дніпровської військової флотилії тощо, дзеркальна поверхня символізує Дніпро, угорі — напис «БИТВА/ЗА ДНІПРО».

## Автори

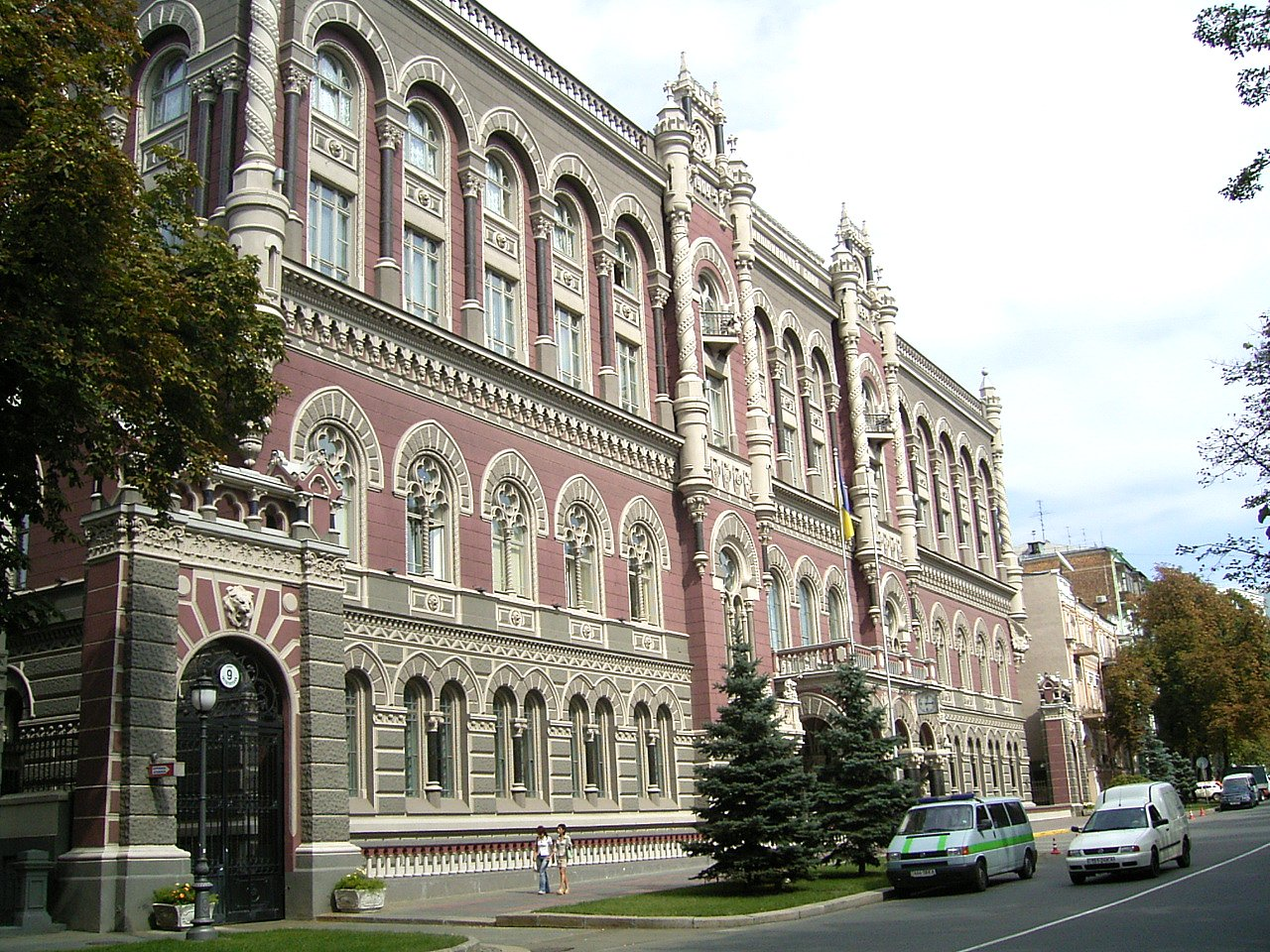
Будівля Національного банку України

- Художники: Таран Володимир, Харук Олександр, Харук Сергій.
- Скульптори: Чайковський Роман, Дем'яненко Володимир.

## Вартість монети
Ціна монети — 9021 гривня, була вказана на сайті Національного банку України у 2015 році.
Фактична приблизна вартість монети, з роками змінювалася так:
| Рік        | 2014  | 2015  | 2016   | 2017   | 2018   | 2019   | 2020   | 2021   | 2022   | 2023   | 2024   | 2025   |
| ---------- | ----- | ----- | ------ | ------ | ------ | ------ | ------ | ------ | ------ | ------ | ------ | ------ |
| Ціна, грн. | 7 200 | 9 800 | 10 700 | 12 200 | 12 700 | 12 400 | 12 400 | 21 000 | 23 000 | 24 000 | 36 500 | 43 500 |